# 安井豊作
安井 豊作（やすい ほうさく、1960年 - ）は、日本の映画批評家、映画監督である。

## 経歴
アテネ・フランセ文化センターのキュレーター、『カイエ・デュ・シネマ・ジャポン』の編集委員、映画美学校の初代事務局長などを歴任。
2011年、著書『シネ砦 炎上す』を刊行し、『映画芸術』『東京新聞』『週刊読書人』で取り上げられた。そのほか、共著に『黒沢清の映画術』がある。
2011年、法政大学学生会館の解体を捉えた灰野敬二出演の長編映画『Rocks Off』を監督した。

## フィルモグラフィー
- 大いなる幻影（1999年） - 出演
- Rocks Off（2011年） - 監督

## 著書

### 単著
- シネ砦 炎上す（2011年）[9]

### 共著
- ロスト・イン・アメリカ（2000年）
- 現代映画講義（2005年）
- 黒沢清の映画術（2006年）